# Ferdinand Mannlicher
Ferdinand Karl Adolf Josef Ritter von Mannlicher (ur. 30 stycznia 1848 w Moguncji, zm. 20 stycznia 1904 w Wiedniu) – austriacki inżynier, konstruktor broni strzeleckiej.

## Życiorys
Ferdynand Mannlicher urodził się w rodzinie związanej z armią. Jego ojciec był cywilnym urzędnikiem armii austro-węgierskiej (Ober-Feldkriegskommissär).
W 1867 roku Ferdynand Mannlicher rozpoczął studia na Wyższej Szkole Technicznej w Wiedniu. Po ukończeniu studiów w 1869 zaczął pracę w państwowej kompanii kolejowej Südbahngesellschaft. Następnie przeniósł się do prywatnej firmy kolejowej Kaiser-Ferdinand-Nordbahngesellschaft, gdzie pracował w jako Oberingenieur (starszy inżynier).
Praca na kolei nie zaspakajała aspiracji zdolnego inżyniera, jakim był Mannlicher. W 1875 roku poznał on konstruktora broni Josefa Werndla. W 1876 roku zwiedzając wystawę światową w Filadelfii Mannlicher miał okazję zapoznać się z kilkoma typami karabinów, nowocześniejszych niż używane przez armię Austro-Węgier karabiny Werndl M1867. W następnych latach Mannlicher w wolnych chwilach opracowywał projekty karabinów powtarzalnych.
W 1878 roku Werndl zaproponował Mannlicherowi pracę konstruktora w swojej fabryce karabinów Österreichische Waffenfabriksgesellschaft (ŒWG). Mannlicher propozycję przyjął, ale do 1886 roku, kiedy to ostatecznie porzucił pracę w spółce kolejowej, starał się łączyć prace na obu posadach.
W 1879 roku powstał pierwszy karabin Mannlichera, ale jego pierwsze konstrukcja nie wzbudziła większego zainteresowania. Pomimo początkowych niepowodzeń konstruktor nie poddawał się i w następnych latach powstawały jego kolejne karabiny (M1881, M1882, M1884) różniące się głównie konstrukcją magazynka. Przełomem okazał się karabin M1885 przyjęty do uzbrojenia armii austro-węgierskiej. W następnych latach był on sukcesywnie modernizowany.
Skonstruowany przez Mannlichera stały magazynek pudełkowy ładowany przy pomocy ładowników, zastosowany w karabinie M1880 i jego udoskonalona wersja zastosowana w karabinie M1886 został zastosowany w kilku innych karabinach (Kommisiongewehr, Berthier Mle 1890) wprowadzonych do uzbrojenia na przełomie XIX i XX wieku.
W 1890 powstał karabin M1890, pierwszy karabin Mannlichera zasilany amunicją elaborowaną prochem bezdymnym. Szybko został on zastąpiony karabinem M1895, który był podstawowym karabinem armii Austro-Węgier w czasie I wojny światowej.
Jednocześnie z pracami nad karabinami powtarzalnymi, od 1885 roku Mannlicher pracuje nad konstrukcjami samopowtarzalnymi. Efektem tych prac był prototypowy karabin samopowtarzalny z 1885 roku i kilka typów pistoletów samopowtarzalnych, z których najbardziej rozpowszechniony był M1890. W 1890 roku Ferdinand Mannlicher wspólnie z Otto Schönauerem (również konstruktorem broni i dyrektorem firmy po śmierci Josefa Werndla) skonstruował magazynek z obrotowym magazynkiem zastosowany później w kilku wzorach karabinów. Konstruktorem obrotowego magazynka był Schönauer (pracujący nad tą ideą od 1895 r.), twórca karabinu Mannlicher-Schönauer i jego cywilnej wersji.
W 1887 roku Ferdinand Mannlicher został odznaczony Orderem Żelaznej Korony III klasy, od 1889 roku był członkiem austriackiej Izby Panów. 14 grudnia 1892 uzyskał szlachecki tytuł kawalera (niem. Ritter). Otrzymał także francuską Legię Honorową.
W 1900 roku na wystawie światowej w Paryżu zaprezentowany przez Mannlichera zestaw broni otrzymał pierwszą nagrodę.
Ferdinand Ritter von Mannlicher zmarł po krótkiej chorobie 20 stycznia 1904 roku, pochowano go na cmentarzu w Hinterbrühl w powiecie Mödling.